# 普夫羅格納角
72°37′S 89°35′W / 72.617°S 89.583°W
普夫羅格納角是南極洲的海岬，位於埃爾斯沃思地，處於埃茨海岸和布萊恩海岸的分界點，美國地質調查局根據測量和該國海軍的空中照片繪入地圖。